# Messier 19
Messier 19 este un obiect ceresc care face parte din Catalogul Messier, întocmit de astronomul francez Charles Messier.